# Kalmarvisan
Kalmarvisan eller Calmarevisan är namnet på en visa om staden Kalmar, med begynnelseraderna ”Uti Calmare stad, ja där finnes ingen kvast förrän lördagen” och refrängen ”Jag slog i och du drack, hej dickom dickom dack…”.
Visan är känd sedan 1700-talet, och den äldsta tryckta versionen återfinns i Carl Israel Hallmans teaterstycke Finkel eller Det underjordiska brännvinsbränneriet (1776). Under 1900-talet spreds visan genom skillingtryck. Den antas ursprungligen ha haft bara en strof, men har nu normalt sex. Den äldsta utförliga versionen finns i Den fullständiga visboken, innehållande 540 svenska sånger (2 uppl. 1855). Visan sjungs alltjämt i hembygdssammanhang i Kalmar liksom på Kalmar nation i Uppsala och på Kalmar nation i Lund och återfinns i dessa studentnationers sångböcker. Den sjungs även i Asa på midsommar.
Eftersom visan som ett återkommande tema har ”kvastar”, anses detta ha givit upphovet till den alltjämt levande benämningen om Kalmar som ”kvastasta’n”.